# 东方咒术泡泡
《东方咒术泡泡》是由太東开发的节奏类竞技街机游戏，2020年正式发售在Switch平台上。本作为《东方Project》的官方授权同人作品，游戏玩法类似于同由太東开发的《泡泡龙》系列，开发商也称该作为“東方Project与泡泡龙的结合之作”。

## 游玩方式

一张博丽灵梦和魔理沙正在比赛的游戏截图

该作为节奏类竞技街机游戏，以“东方Project”世界观为基础。玩家在游戏开始时会得到一些彩色泡泡，并需要将它们从屏幕下方发射到屏幕上方的一堆泡泡上。玩家发射泡泡的速度与游戏背景音乐节奏相对应。 玩家将三个相同颜色的泡泡连接在一起后，泡泡就会爆开增加玩家的积分。玩家如果摧毁了足够大的气泡群，就会启动一个节奏小游戏，玩家需要有节奏地按下歌曲时间轴上的按钮来获得更多分数，并可向对手发射无色气泡。
玩家在故事模式中可选择博丽灵梦或魔理沙作为主路线，每个路线各包含22个关卡。游戏采用视觉小说风格的过场剧情，讲述了魔理沙新开发的魔法游戏“咒术泡泡”以及围绕在即将举行的比赛上的重重谜团。
玩家可以在故事模式中解锁游玩角色，游戏共有20个游戏自带角色和8个DLC角色可供解锁。每个角色都有3张符卡可供选择，符卡可以用来摧毁自己的气泡或者阻碍对手摧毁气泡。游戏背景音乐的播放时长即比赛时长，比赛结束后积分较高的玩家即为获胜者。玩家可以选择本地模式与人工智能进行比赛，也可选择在线模式与真人对手进行比赛。玩家在比赛结束后会根据比赛双方的整体表现获得游戏币，游戏币可用于购买新歌和符卡。

## 开发
2020年1月23日，太東在其YouTube频道上传了《东方咒术泡泡》的游戏预告片，并公布了该作的发售日期。2020年2月6日，该作通过任天堂eShop在日本抢先发行，同年10月29日正式发布国际版。2020年秋季在亚洲地区发行实体版游戏。
2020年1月，太东在其宣传材料使用了游戏中的歌曲，并公布了一份该作使用歌曲的制作者名单。游戏中使用的同人歌曲包括<Bad Apple!!>、<魔理莎偷走了重要的东西>、<骑士之夜>和<琪露诺的完美算数教室>。
2021年11月，该作新增了在线多人游玩模式。2020年11月，太东发布了3个音乐包DLC。截止至2023年8月4日，太东共计发布了28个音乐包DLC和8个角色DLC。

## 回响
该作在评论聚合网站Metacritic上获得了“普遍好评”的评价。《Nintendo Life》的彼得·戴维森（Pete Davison）赞扬了游戏的玩法、音乐和美术设计，但也批评该作缺少在线多人游戏模式。《Digitally Downloaded》的哈佛·L（Harvard L.）的评价则以批评为主，他认为该作“玷污了《泡泡龙》那优美简洁的玩法”，致使该作的玩法“只靠直觉而非策略”。同时他认为该作的故事和玩法都难以理解，并评价该作不如当初的《泡泡龙》。《Siliconera》的詹妮·拉达（Jenni Lada）积极评价该作“难以置信的满足感"和“令人赞叹”的音乐。拉达后来又评价该作为2020年度最佳游戏之一。
《Pure Nintendo Magazine》的柯克·海纳（Kirk Hiner）认为该作能成功的将破坏气泡机制、节奏和策略元素结合到核心玩法中，可称得上是一款巧妙且具有挑战性的游戏，但他也批评该作与同类游戏相比价格过高。《Nintendo Blast》的朱莉安娜·派瓦·扎帕罗利（Juliana Paiva Zapparoli）批评该作由于使用授权音乐和翻译问题而导致价格过高，并指出该游戏更适合《东方Project》的粉丝。不过扎帕罗利也积极评价该作在游戏性、重复游玩的价值、游戏模式、反应灵敏度、调节难度、音乐选择以及忠实于原始素材等方面的表现。《Cubed3》的沙恩·朱里（Shane Jury）认为该作因其“出色的音乐”和对《泡泡龙》玩法系统的独特处理而超越了Switch上的大多数解谜游戏，但他也批评该作缺少在线多人游戏模式。《TouchArcade》的肖恩·马斯格雷夫（Shaun Musgrave）称该作是Switch上最值得游玩的10款解谜游戏之一，但他指出“这款游戏唯一缺少的就是在线多人游戏模式，鉴于该作本地多人游戏模式的热度，不得不承认这是一个很大的疏漏”。